# Åsarna distrikt
Åsarna distrikt är ett distrikt i Bergs kommun och Jämtlands län. Distriktet ligger omkring Åsarna i södra Jämtland.

## Tidigare administrativ tillhörighet
Distriktet inrättades 2016 och utgörs av Åsarne socken i Bergs kommun.
Området motsvarar den omfattning Åsarne församling hade 1999/2000.

## Tätorter och småorter
I Åsarna distrikt finns en tätort men inga småorter.

### Tätorter
- Åsarna